# Christoph Preuß
Pour les articles homonymes, voir Preuß.
Christoph Preuß, né le 4 juillet 1981 à Giessen, est un footballeur allemand. Il évoluait au poste de milieu de terrain.

## Carrière
- 2000-2002 : Eintracht Francfort (Allemagne).
- 2002-2003 : Bayer Leverkusen (Allemagne).
- 2003-2004 : Eintracht Francfort (Allemagne).
- 2004-2005 : VfL Bochum (Allemagne).
- 2005-2010 : Eintracht Francfort (Allemagne).